# Kung Fury
Série
Kung Fury 2
(2023)
Pour plus de détails, voir Fiche technique et Distribution.
Kung Fury est un moyen métrage suédois de comédie et d'arts martiaux, écrit, produit, réalisé  et interprété par David Sandberg. Le film rend hommage aux productions audiovisuelles des années 1980 sur le thème des arts martiaux et des films policiers d'action,.
Le film suit Kung Fury, détective de la police de Miami dans les années 1980, qui voit son coéquipier abattu par un ninja Adolf Hitler voyageant dans le futur. Kung Fury va alors tenter de sauver le monde en remontant dans le temps pour tuer Hitler. Un bug informatique le conduit à voyager entre les époques.
Avec plus de 40 millions de vues sur YouTube, il est le court-métrage le plus visionné de l'histoire de la plateforme, mais aussi le court-métrage le plus vu de tous les temps,.

## Synopsis
En 1985, le détective du MDPD Kung Fury, et son collègue, Dragon, appréhendent un ninja rouge dans une ruelle. Celui-ci tue Dragon en le découpant en deux. Alors que le ninja charge Kung Fury, celui-ci est frappé par la foudre et mordu par un cobra, qui lui confèrent d'impressionnants pouvoirs, le rendant maître du Kung-Fu. À l'aide de ses nouveaux pouvoirs, il vainc son ennemi. Plus tard, une machine d'arcade devenue folle après avoir été frappée et insultée se met à détruire tout sur son passage, et exécute les passants. Kung Fury est appelé, et la neutralise après un rude combat : face à la salle d'arcade, puis sur un hélicoptère en mouvement, puis sur une grue, puis dans l'espace, avant de se finir au sol.
Alors que son chef lui ordonne de se mettre en binôme avec Tricérakeuf, il refuse, se remémorant la mort de Dragon. Pendant ce temps, Adolf Hitler, alias « Kung Führer », spécialiste des arts martiaux, voyage dans son futur (notre présent) et attaque le département de police de Kung Fury en tirant des coups de feu à travers un téléphone. Ayant l'intention de neutraliser le Kung Führer, Kung Fury demande à Hackerman de le faire voyager dans le passé, dans le but de tuer Adolf Hitler. Un défaut dans le système de Hackerman le fait voyager trop loin dans le passé, et il se retrouve à l'ère Viking. Il y est directement attaqué par un Laser Raptor, mais est sauvé par Barbarianna, armée de son Minigun. Celle-ci lui présente Katana, qui lui propose l'aide de Thor. Celui-ci crée alors une faille temporelle lui permettant de revenir en 1940 pour terminer son travail.

## Création du film

### Financement
Le film a fait l'objet d'un financement participatif via la plateforme Kickstarter, la campagne de financement du projet visait à récolter 200 000 dollars en cas de production d'un court métrage, ou 1 000 000 dollars pour le financement d'un long métrage. Les dons atteignirent 650 000 dollars, ce qui permit la production d'un moyen métrage.

### Diffusion
La diffusion en avant-première du film a eu lieu lors du Festival de Cannes 2015, et fut diffusé officiellement par la suite sur la plateforme de vidéos en ligne YouTube, la chaîne de télévision suédoise SVT2, et sur la chaîne américaine El Rey, le 28 mai 2015[réf. nécessaire]. Le film atteint alors plus de quatre millions de vues en 24 heures.
La même année, le film sort en France en vost sur la plateforme Netflix.
Le film a été sélectionné à la Quinzaine des réalisateurs du Festival de Cannes 2015, mais n'a pas remporté de prix, au profit du film Rate Me en provenance du Royaume-Uni. Il est sélectionné et diffusé en clôture de la séance "SUE 3" du Festival international du court métrage de Clermont-Ferrand du 6 au 13 février 2016, à l'occasion de la thématique phare de cette édition : la Suède.

## Fiche technique
- Titre original : Kung Fury
- Réalisation et scénario : David Sandberg
- Musique : Mitch Murder (en), Lost Years
- Pays de production :  Suède
- Langue originale : anglais
- Genres : action, comédie, science-fiction, arts martiaux
- Durée : 31 minutes
- Dates de sortie :
  - France : 22 mai 2015 (Festival de Cannes)
  - Monde : 28 mai 2015 (YouTube et Steam dans le monde, El Rey Network aux États-Unis, SVT2 en Suède)

## Distribution
- David Sandberg : Kung Fury
- Jorma Taccone : Adolf Hitler
- Steven Chew : Dragon
- Leopold Nilsson : Hackerman
- Andreas Cahling (VO : Per-Henrik Arvidius) : Thor
- Erik Hornqvist (VO : Frank Sanderson) : Triceracops (Tricérakeuf en VF)
- Per-Henrik Arvidius : le chef de la police
- Eleni Young : Barbarianna
- Helene Ahlson (VO : Yasmina Suhonen) : Katana
- Eos Karlsson : Ninja rouge
- Magnus Betnér : Colonel Reichstache
- Björn Gustafsson : Private Lahmstache
- David Hasselhoff : Hoff 9000 (voix)
- Frank Sanderson : Cobra
- Adrian Ciprian : le narrateur de la bande-annonce

## Commentaires
David Hasselhoff interprète la voix d'une voiture intelligente appelée Hoff 9000, en référence au fait qu'il a joué le héros de la série K 2000 (Knight Rider 2000), conducteur d'une autre voiture intelligente appelée KITT. Sa scène est aussi un clin d'œil à 2001, l'Odyssée de l'espace.

## Musique
La bande originale reprend les codes de la synthwave des années 1980. Elle a été composée par les suédois Mitch Murder et Lost Years avec quelques pistes de Patrik Öberg, Christoffer Ling, Highway Superstar et Betamaxx.
| 1.  | Kung Fury         | Mitch Murder                   | Mitch Murder      | 3:12 |
| 2.  | True Survivor     | Jörgen Elofsson & Mitch Murder | David Hasselhoff  | 3:42 |
| 3.  | West Side Lane    | Lost Years                     | Lost Years        | 3:51 |
| 4.  | Redlining 6th     | Betamaxx                       | Betamaxx          | 2:58 |
| 5.  | Face Puncher      | Mitch Murder                   | Mitch Murder      | 1:28 |
| 6.  | The Final Stretch | Mitch Murder                   | Mitch Murder      | 5:09 |
| 7.  | Careful Shouting  | Highway Superstar              | Highway Superstar | 3:31 |
| 8.  | Enter the Fury    | Mitch Murder                   | Mitch Murder      | 3:57 |
| 9.  | Power Move        | Mitch Murder                   | Mitch Murder      | 3:06 |
| 10. | Phoenix Rising    | Lost Years                     | Lost Years        | 5:26 |
| 11. | From the Future   | Mitch Murder                   | Mitch Murder      | 3:54 |
| 12. | Barbarianna       | Christoffer Ling               | Christoffer Ling  | 1:46 |
| 13. | Nuclear           | Lost Years                     | Lost Years        | 5:20 |

## Suite
- Kung Fury 2, suite du film également réalisée par David Sandberg